# Euphorbia dulcis
Euphorbia dulcis L. es una especie fanerógama perteneciente a la familia de las euforbiáceas. 

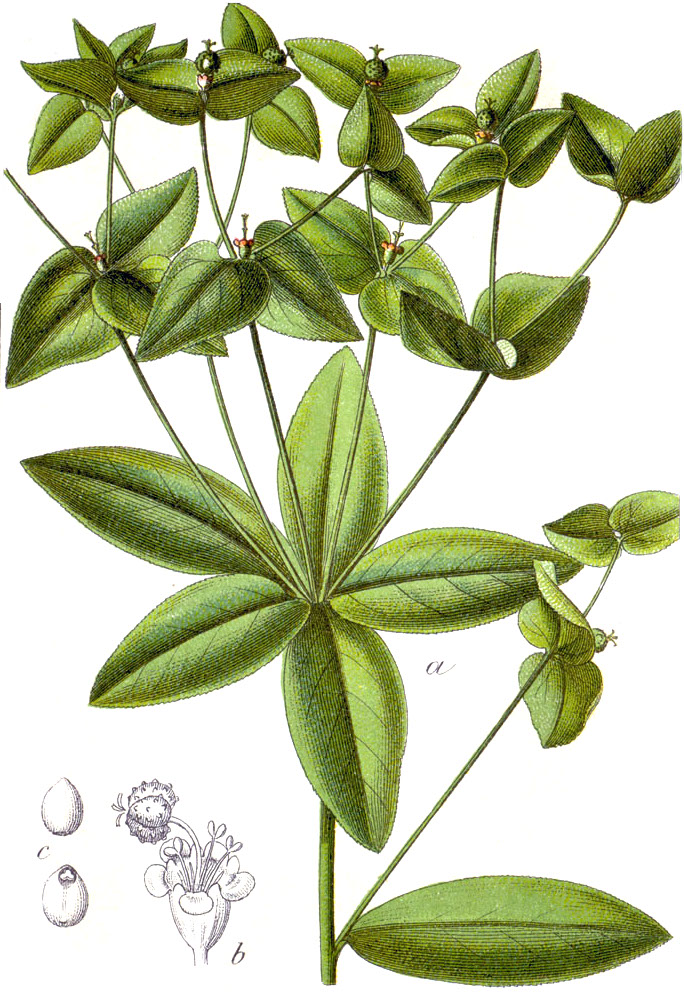
Ilustración

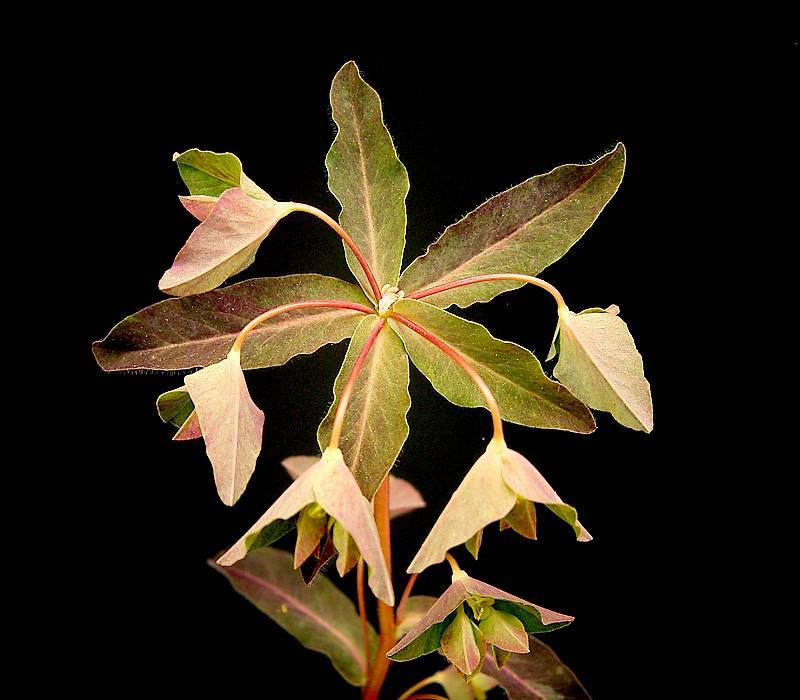
Vista de la planta

## Distribución geográfica
Es endémica  del oeste y centro de Europa, extendiéndose por el sur hasta el centro de Italia y Macedonia del Norte. En la península ibérica aparece principalmente por las montañas del N y NW.

## Hábitat
Habita preferentemente en las orlas de los bosques caducifolios húmedos, sobre suelos higronitrófilos en alturas de 950 a 1300 m s. n. m. Florece en primavera y comienzos del verano.

## Descripción
Especie que se diferencia con cierta dificultad de Euphorbia angulata Jacq., ya que ambas presentan un aspecto muy similar. Se separan fundamentalmente por el tipo de rizoma, siendo en E. angulata articulado de forma discontinua, formado por los segmentos espaciados. E. dulcis presenta el rizoma articulado de forma continua, formado por los segmentos contiguos. También la pelosidad laxa del tallo (por excepción glabro) en E. dulcis, resulta ser un carácter diferencial.
Sin embargo la morfología aérea tan similar que presentan y la escasez de pliegos recolectados con rizoma, dificultan muchas veces la distinción entre ambas especies, y por lo tanto discriminar sus verdaderas área de distribución, por lo que éstas deben ser tomadas con mucha cautela, pudiendo solaparse ambas. En Flora iberica se indica su presencia en las provincias de Zaragoza y Huesca, esta última debida a referencias provenientes de la bibliografía. 

## Taxonomía
Euphorbia dulcis fue descrita por Carlos Linneo y publicado en Species Plantarum 457. 1753.
Citología
Número de cromosomas de Euphorbia dulcis (Fam. Euphorbiaceae) y táxones infraespecíficos: 2n=12, 24
Variedades
- Euphorbia dulcis subsp. dulcis.
- Euphorbia dulcis subsp. purpurata (Thuill.) Rothm. (1963).

Sinonimia
- Galarhoeus dulcis (L.) Haw. (1812).
- Pythius dulcis (L.) Raf. (1838).[4]
- Euphorbia alpigena A.Kern.
- Euphorbia angulata subsp. deseglisei (Boreau ex Boiss.) Nyman
- Euphorbia cordata Schrank
- Euphorbia deseglisei Boreau ex Boiss.
- Euphorbia fallax Hagenb.
- Euphorbia hiberna Lepech.
- Euphorbia incompta Ces.
- Euphorbia lanuginosa Lam.
- Euphorbia patens Kit.
- Euphorbia purpurata Thuill.
- Euphorbia solisequa Rchb.
- Euphorbia viridiflora Waldst. & Kit.
- Tithymalus alpigena (A.Kern.) Woerl.
- Tithymalus deseglisei (Boreau ex Boiss.) Soják
- Tithymalus dulcis Scop.[5]

## Nombre común
- Castellano: lechitierna dulce, nabos de hechicera.[6]